# Кругликова, Елизавета Сергеевна
Елизаве́та Серге́евна Кру́гликова (фр. Elizabeth de Krouglicoff; 19 [31] января 1865, Санкт-Петербург — 21 июля 1941[…], Ленинград) — русская и советская художница, график, мастер эстампа и силуэта, педагог.

## Биография

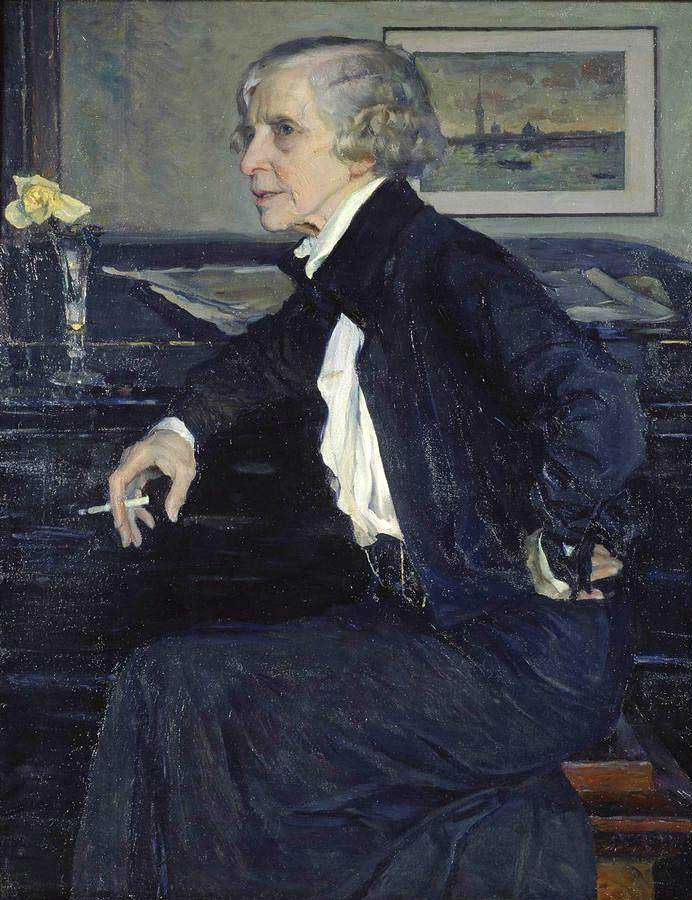
М. Нестеров. Портрет Е. С. Кругликовой (1938)

Родилась 19 [31] января 1865 год в Санкт-Петербурге. Родители — Сергей Николаевич Кругликов (1832—1910) и Ольга Юльевна Нейман (1836—1922).
Дед Елизаветы Сергеевны, Николай Александрович Кругликов (1788—1868), был известным рисовальщиком, силуэтистом-любителем. Брат, Николай Сергеевич Кругликов (16.11.1861—28.10.1920), инженер путей сообщения, помощник начальника работ по постройке уссурийской железной дороги, а также один из основателей «Художественного общества Интимного театра» (1909).
С 1890 по 1895 год обучалась в Московском училище живописи, ваяния и зодчества в качестве вольнослушателя.
С 1895 по 1914 год жила в Париже, посещала студию А. Витти и Академию Коларосси. В 1909—1914 годах преподавала в академии La Pallette (курс «офорт»). В мастерской Кругликовой на Монпарнасе (ул. Буассонад, 17) собирался Русский художественный кружок (он же «Монпарнас»), который посещали как русские, так и французские художники, писатели и поэты.
В 1922—1929 годах преподавала графику в Академии художеств в Ленинграде.
В 1938 и 1939 годах художник Михаил Нестеров создал два портрета Елизаветы Кругликовой, первый был признан очень удачным и сразу же был приобретен Третьяковской галереей, второй был куплен Русским музеем. Он писался в Москве, где Кругликова гостила у художницы Н. А. Северцовой в квартире её покойного отца Алексея Северцова. Эскиз второго портрета был написан в Колтушах.
Скончалась в 1941 году в Ленинграде и была похоронена на Литераторских мостках петербургского Волковского кладбища.

## Творчество
Работы художницы находятся в собраниях:
- Дом-музей Максимилиана Волошина, Коктебель.
- Калужский областной художественный музей, Калуга.
- Ростовский областной музей изобразительных искусств, Ростов-на-Дону.

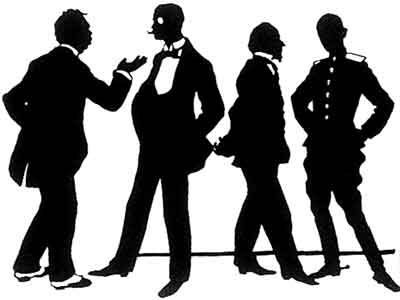
Нарбут, Маковский, Лансере, Лукомский
Волошин
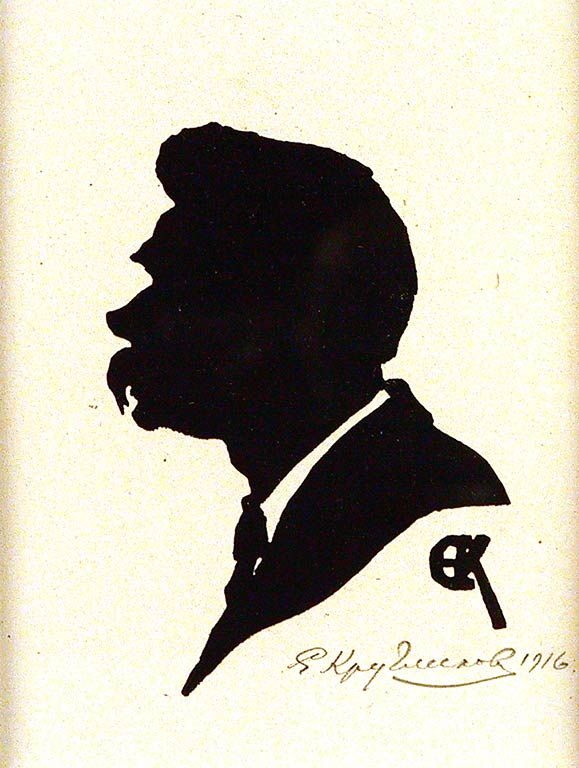
Максим Горький
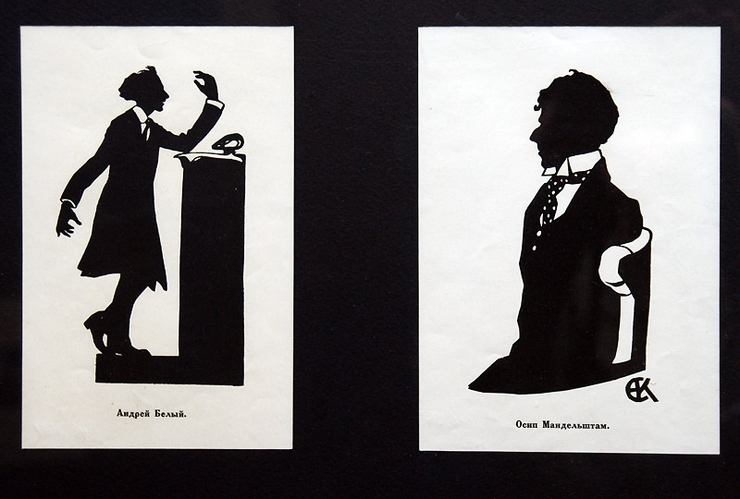
Андрей Белый и Осип Мандельштам
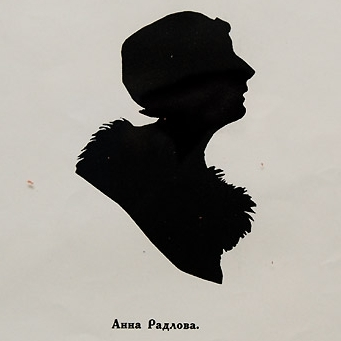
Анна Радлова
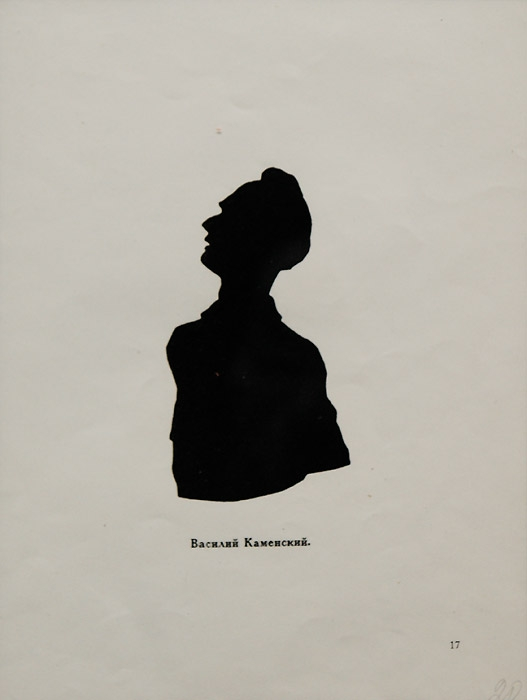
Василий Каменский
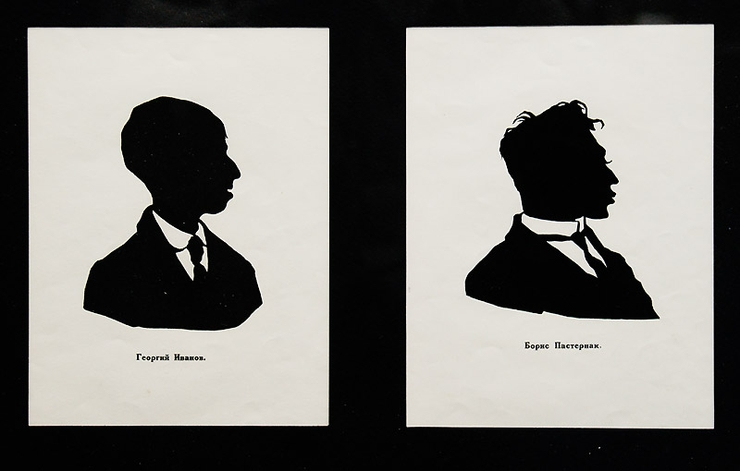
Георгий Иванов и Борис Пастернак
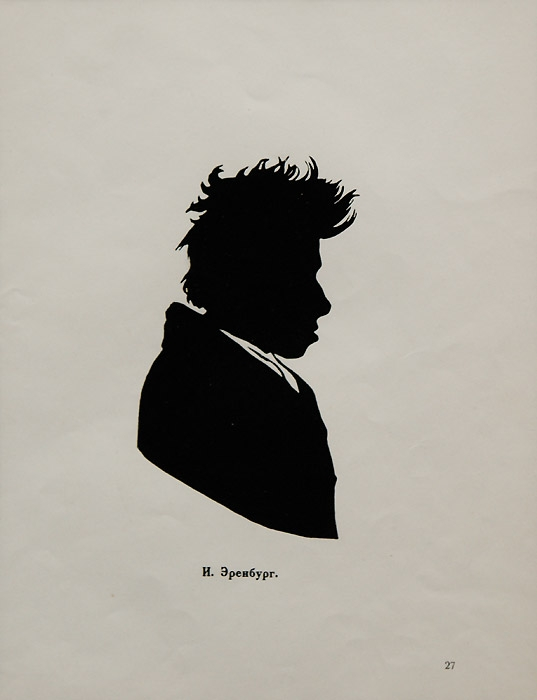
Илья Эренбург
Константин Бальмонт
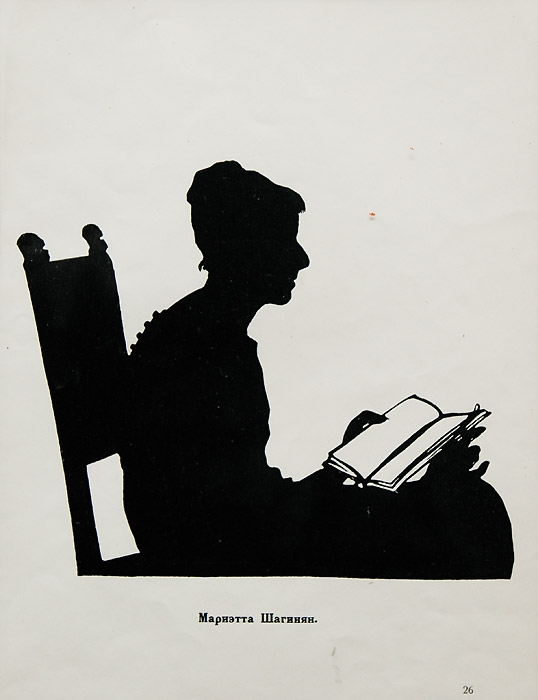
Мариэтта Шагинян
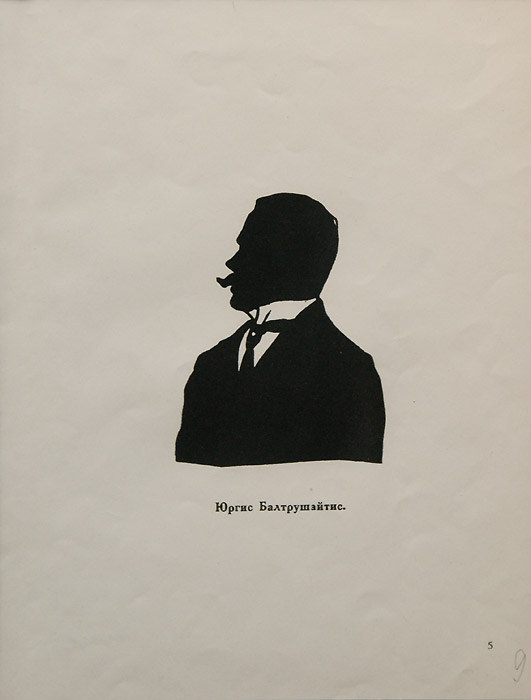
Юргис Балтрушайтис
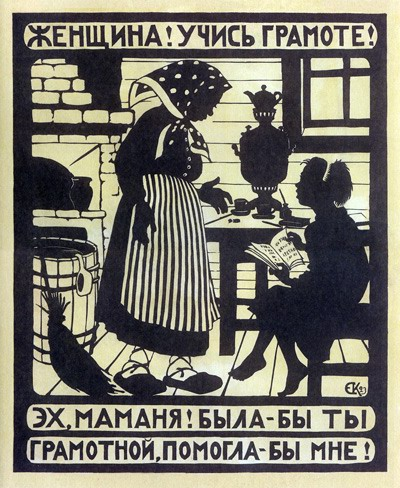
Плакат ликбеза (1923)

## Силуэтные игральные карты Кругликовой

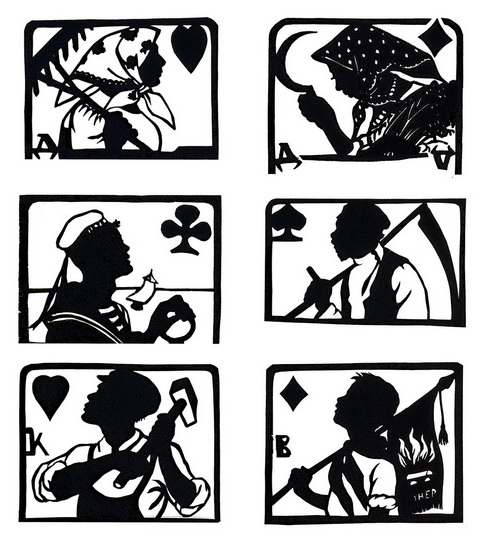
Силуэтные карты Елизаветы Кругликовой

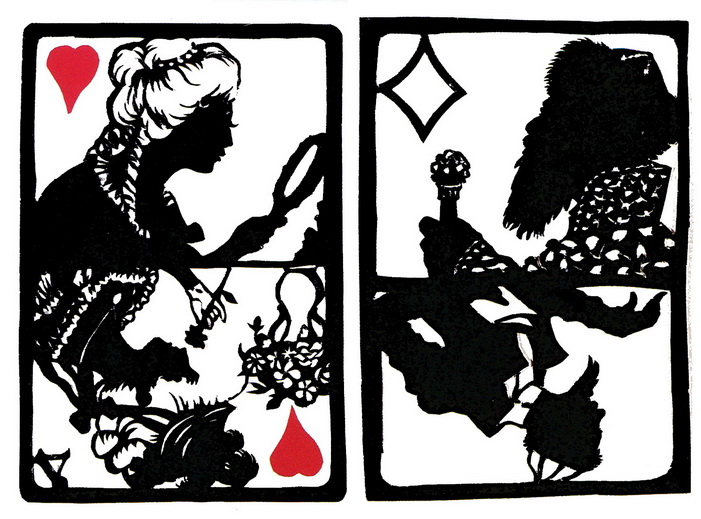
Незеркальные карты Кругликовой

Идея использования традиционной силуэтной техники для изготовления рисунков игральных карт пришла к Кругликовой в середине 1920-х годов. Данные карты не составляют единой серии. В них просматриваются три различных подхода. Особый интерес представляет ряд карт, которые явно носят пропагандистский характер, типичный для 1920-х и 1930-х годов. Дамы — это крестьянки, которые держат грабли и серп, король — рабочий с молотом, валетами являются пионер, матрос и крестьянин.

## Публикации
- Каталогъ выставки авторскихъ оттисковъ гравюръ и монотипий Е. С. Кругликовой при складе изданий Общины Св. Евгении [Текст] : С 20 ноября по 10 декабря 1913 г. — Санкт-Петербург: В пользу Общины Св. Евгении, 1913.
- Париж накануне войны в монотипиях Е. С. Кругликовой / В лит. отд. участвуют: К. Бальмонт, Александр Бенуа, Макс Волошин, Вячеслав Иванов, В. Курбатов, А. М. Ремизов, Н. К. Рерих, Федор Сологуб, гр. Ал. Н. Толстой, А. Н. Чеботаревская, Георгий Чулков; Худож. ред. В. Н. Левитский; Заставки, концовки и виньетки работы Е. С. Кругликовой. — Петроград: Унион, худож. графич. заведение, 1916. — 130, [10] с., 20 л. цв. ил. : ил.; 34
- Силуэты современников / Е. Кругликова. — Москва: Альциона, 1922
- Эх, маманя! Была-бы ты грамотной, помогла-бы мне! [плакат] / худож. Кругликова Е. С. — Москва, 1923
- Дойль, Артур Конан. Изгнанники. Историч. роман / Пер. с англ. М. Ловцовой ; Ил. Е. С. Кругликовой. — Петроград : Изд-во Петрогр. отд. «Известий ЦИК СССР и ВЦИК», 1923. — 228 с.
- Сказочки / Е. С. Кругликова. — Ленинград: Ком. популяризации художественных изд. при Рос. акад. истории материальной культуры, 1924. — [14] с.
- Гравюры и силуэты Е. С. Кругликовой 1902—1925 г.г. : Каталог выставки. — [Казань] : Центр. музей ТССР, 1925
- Призвание поэта. 1925
- Зарницына, Мария Романовна. Силуэты Е. Кругликовой. — [Москва] : Гос. изд-во, 1926. — 16 с.
- Черемисова, Ксения Николаевна. Мой океан [Стихи для детей] / Рис. Е. Кругликовой. — [Ленинград] : Радуга, [1927] (лит. газ. «Ленправда»). — [11] с
- Демьянова-Доннер, Г.Корабли: [Стихи для детей] / Рис. Е. Кругликовой. — [Ленинград] : Радуга, [1927] (лит. Ленингр. правда). — [11] с.
- Тименс, Максимилиан Филиппович. [Стихи для детей] / Рис. Е. Кругликовой. — [Ленинград] : Радуга, [1927] (лит. газ. «Лен. правда»). — [11] с.
- Беляков, Николай Диомидович. Ярка [Рассказ для детей] / Рис. и обложка Е. Кругликовой… — Москва: Работник просвещения, 1927 (тип. АОМГИК им. М. И. Рогова). — 22 с.
- Толстой, Лев Николаевич. Пожар [Для детей младшего возраста] / Л. Н. Толстой; Обл. и рис. Е. Кругликовой. — Москва; Ленинград: Гос. изд-во, 1928. — 14 с.
- Соловово, Анастасия Васильевна (1897—1956). Миша-медвежонок. Тит. лист и иллюстрации: Е. Кругликова. — Москва : Г. Ф. Мириманов, 1928 (Л. : типо-лит. им. Евг. Соколовой). — 11 стр.
- Сураханы. 1931
- Азнефть. 1934
- Сидоров, Алексей Алексеевич (1891—1978). Е. С. Кругликова [Текст] : [Жизнь и творчество] / Проф. А. Сидоров. — Ленинград : Изд-во Ленингр. обл. союза сов. худ., 1936 (тип. им. Володарского).

## Память
- В апреле 2009 в Санкт-Петербурге прошёл Четвёртый Международный Фестиваль Монотипии, посвящённый Елизавете Сергеевне Кругликовой[7].
- В апреле 2010 года в Санкт-Петербурге открылась постоянно действующая выставка работ и личных вещей Е. С. Кругликовой и учеников.